# Chlorid hlinný
Chlorid hlinný je kovový halogenid se vzorcem AlCl. Tato sloučenina se tvoří v jednom z kroků technologického procesu hliníkářské firmy Rio Tinto Alcan Canada, při kterém se vytavuje hliník ze slitin na něj bohatých. Když je slitina umístěna do reakční pece zahřáté na 1 300 °C, je přidáván chlorid hlinitý a vzniká plynný AlCl.
2[Al]{slit.} + AlCl3{plyn} → 3AlCl{plyn}
Při zchladnutí pod 900 °C AlCl disproporcionací přechází na hliníkovou taveninu a chlorid hlinitý.
Tato molekula byla nalezena i v mezihvězdném prostoru, kde je hustota natolik nízká, že molekulové srážky jsou zanedbatelné.